# Astro’s Playroom
Astro’s Playroom ist ein Jump ’n’ Run von Team Asobi, einer Abteilung des SIE Japan Studios, das 2020 von Sony Interactive Entertainment für die PlayStation 5 veröffentlicht wurde. Als Fortsetzung von Astro Bot Rescue Mission ist das Spiel auf jeder Konsole vorinstalliert und dient zusätzlich als Tech-Demo für den DualSense-Controller. Zusammen mit dem Remake von Demon’s Souls war Astro’s Playroom das letzte Spiel, das von Japan Studio vor der Auflösung im April 2021 veröffentlicht wurde. Team Asobi wurde im Juni 2021 offiziell in ein unabhängiges Studio innerhalb der PlayStation Studios von Sony ausgegliedert.

## Spielprinzip
Astro’s Playroom ist ein 3D-Jump-’n’-Run, bei dem der Spieler den Titelcharakter Astro Bot mit dem DualSense-Controller steuert. Wie im vorherigen Spiel kann er springen, schweben, Feinde und Objekte schlagen sowie einen Spin-Angriff ausführen, indem er seinen Schlag auflädt. Das haptische Feedback des Controllers wird verwendet, um realistische taktile Vibrationen von Aktionen bereitzustellen, wie z. B. Gehen auf verschiedenen Arten von Materialien wie Sand, Gehen durch Regen und Gehen gegen den Wind. Das Spiel beginnt in einer zentralen Hubwelt namens CPU Plaza, die dem Inneren der PlayStation-5-Konsole nachempfunden ist und Zugang zu vier Welten bietet, die jeweils nach einer Komponente der Konsole thematisiert sind und deren enthaltene Artefakte nach einer entsprechenden Konsole thematisiert sind: GPU Jungle (PlayStation 4), Cooling Springs (PlayStation 3), SSD Speedway (PlayStation 2) und Memory Meadow (PlayStation). Das CPU Plaza beherbergt auch zwei weitere Bereiche: Network Speed Run, in dem Spieler in freischaltbaren Zeitrennen um die schnellste Zeit antreten können, die auf Online-Bestenlisten geteilt werden kann, und PlayStation Labo, in dem alle Sammlerstücke untergebracht sind, die ein Spieler gesammelt hat.
Jede der vier Welten ist in vier Ebenen aufgeteilt, die miteinander verbunden sind. Zwei dieser Level beinhalten reguläres Jump-’n’-Run-Gameplay, während die anderen beiden einen speziellen Power-Up-Anzug beinhalten, der die Fähigkeiten des DualSense-Controllers nutzt. Beispielsweise verfügt eine Welt über einen Froschanzug mit einer Feder an der Unterseite, bei dem der Controller seitlich gekippt werden muss, um den Frosch zu führen, und der Trigger nach unten gedrückt werden muss, um die Feder zusammenzudrücken, was einen ähnlichen Widerstand bietet wie eine echte Feder mit dem adaptiven Auslösesystem. Ein weiteres Beispiel ist der Ballanzug, bei dem der Spieler über das Touchpad wischen muss, um den Ball zu führen. Die Welten enthalten auch eine große Anzahl anderer Roboter, die verschiedene Aktivitäten ausführen, darunter das Nachspielen von Szenen aus verschiedenen aktuellen und früheren PlayStation-exklusiven Spiele-Franchises wie God of War und Resident Evil. In den Welten gibt es Kabeldrähte, an denen Astro Bot ziehen kann, um Projektile, Münzen und Artefakte zu sammeln. Es gibt auch feindliche Roboter, die Astro Bot besiegen und dadurch Münzen verdienen kann. Wenn Astro Bot fällt oder besiegt wird, wird das Level ab dem zuletzt erreichten Kontrollpunkt neu gestartet.
In jeder Welt gibt es drei Arten von Sammelobjekten: Münzen, Puzzleteile und Artefakte. Gesammelte Münzen können an einem Gacha-Automaten in PlayStation Labo verwendet werden, um potenziell sammelbare Spielfiguren sowie weitere Puzzleteile und Artefakte zu erhalten. Puzzleteile werden verwendet, um ein PlayStation-Wandbild zu füllen, das die Wände des PlayStation-Labo-Bereichs schmückt. Artefakte sind 3D-gerenderte Darstellungen von realen Objekten aus der Geschichte von PlayStation, wie Konsolen, Controller und Zubehör. Nach dem Einsammeln kann der Spieler sie untersuchen, indem er den DualSense-Controller bewegt, und mit ihnen über das Touchpad oder das eingebaute Mikrofon interagieren. Artefakte werden in PlayStation Labo gespeichert, wo Astro Bot (und viele andere Roboter) später mit ihnen interagieren können, indem sie auf sie schlagen oder springen. Am Ende jeder Welt gibt es einen Bereich, der von den Startup-Animation der vorherigen vier PlayStation-Heimkonsolen inspiriert ist und in dem der Spieler als Belohnung für den Abschluss der Welt ein Artefakt der jeweiligen Konsole erhält. Sobald alle vier Welten abgeschlossen sind, öffnet sich eine geheime fünfte Welt namens 1994 Throwback, in der Astro Bot einen Bosskampf gegen den T-Rex aus der Tech-Demo zur Präsentation der ersten PlayStation-Konsole von 1994 bestehen muss. Sobald der T-Rex besiegt wurde, rollen die Credits und der Spieler wird mit Artefakten aus der PlayStation-5-Ära belohnt, einschließlich des DualSense-Controllers und der PlayStation-5-Konsole selbst.

## Entwicklung
Asobi begann Anfang 2018 mit der Entwicklung auf Astro’s Playroom. Das Spiel begann zunächst als eine Reihe von Tech-Demos für den DualSense-Controller der PlayStation 5 und wurde erst später in der Entwicklung zu einem vollwertigen Spiel und Starttitel. Laut Creative Director Nicolas Doucet wurden während der Arbeit an dem Spiel mindestens 80 Tech-Demos für den DualSense-Controller entworfen. Als Hommage an die Marke PlayStation bietet das Spiel Auftritte von Charakteren aus mehreren PlayStation-Franchises sowie Charaktere aus Serien von Drittentwicklern wie Bandai Namco Entertainment, Capcom, Square Enix, Konami und Activision. Team Asobi beriet sich mit den ursprünglichen Entwicklern, wie dem Produzenten der Tekken-Reihe, Katsuhiro Harada, über die zahlreichen Eastereggs, die in Astro’s Playroom zu finden sind und auf die verschiedenen Videospiel-Franchises verweisen. Eine Reihe von Animatoren bei Team Asobi hatten zuvor an einigen der Titel gearbeitet, auf die in Astro’s Playroom verwiesen wurde.
Das Spiel wurde am 11. Juni 2020 beim Release Event der PlayStation 5 angekündigt. Es wurde am 12. November 2020 in ausgewählten Gebieten und weltweit am 19. November 2020 veröffentlicht.

## Rezeption
Astro’s Playroom erhielt allgemein positive Kritiken mit einer Gesamtpunktzahl von 83/100 auf Metacritic. Kritiker lobten die Vielfalt des Spiels, eine gelungene Hommage an die über 25-jährige Geschichte der Marke PlayStation und die Einbindung der haptischen Funktionen des neuen DualSense-Controllers.

„Astro’s Playroom ist eine kreative Überraschung! Zum Start der PlayStation 5 serviert das Asobi Team direkt ein Jump'n Run-Highligt, das auch noch vorinstalliert ist.“

„Die Einbindung des DualSense, obwohl Grundmotivation des Spiels, wirkt nie erzwungen oder aufgesetzt. Jede neue Idee offenbart sich als durchdachte Möglichkeit, die Features spielmechanisch relevant umzusetzen. Das Ergebnis erfüllt dabei zwei sehr wichtige Zwecke: Zum einen ist Astro’s Playroom einfach ein wirklich spaßiger Titel, der Spieler auf unterhaltsame Weise auf die Besonderheiten der PS5 hinweist. Zum anderen bekommen künftige Entwickler von PlayStation 5-Spielen eine Reihe an Denkansätzen offeriert, die dabei helfen könnten, die DualSense-Features dauerhaft relevant zu halten.“

„Wer das auf allen PS5-Konsolen vorinstallierte Astro’s Playroom als olles Controller-Tutorial abtut, tut dem Spiel unrecht. Es ist ein Meisterwerk.“

Destructoid-Autor Chris Carter, der sich bereits 2018 vom Vorgänger Astro Bot Rescue Mission positiv überzeugt äußerte und die namensgebende Figur als neues Sony-Maskottchen vorschlug, hielt in seinem Test fest:

“Astro Bot has replaced Knack as the cute Sony mascot and I’m okay with it.”

„Astro Bot hat Knack als süßes Sony-Maskottchen ersetzt und ich bin damit einverstanden.“